# 大日本誠流社
大日本誠流社（だいにほんせいりゅうしゃ）は、日本の政治団体。設立者は楠本正弘（1949年-）。ミャンマー（ビルマ）のカレン族独立運動支援などを介して、政党代表や総理大臣経験者を含む一部の有力代議士と繋がりを有する。

## 沿革
- 1979年3月1日 設立届出。
- 1986年の第14回参議院議員通常選挙では、確認団体として比例代表区に会長の楠本他9名[1]、東京都選挙区に1名が立候補。「日本民族精神の昂揚」「国体の闡明」のスローガンを掲げて、「自主独立憲法の制定」「国土防衛体制の強化拡充」「反共産主義」「政界の浄化」を主張した。
- 1989年の第15回参議院議員通常選挙にも、前回にひき続き確認団体として比例表区に会長の楠本他9名[2]（獲得票数8,127票）、東京都選挙区に1名が立候補した。自民党が相次ぐ不祥事で惨敗し社会党が得票数を伸ばしたこの選挙では、多くの民族派団体が当落を度外視して立候補した。これでにも候補の乱立による票の目減りを承知のうえで社共両党への集中砲火として立候補し、自民党への援護を行うことはこれまでにもあったが、今回は独自の政策を訴えての選挙戦を展開した。前回の主張に加えて「金権政治の撲滅と政官界浄化」「教育改革の徹底推進」、さらには「主要農産物の完全自給化」「全アジア反共グループの支援」を主張した[3]。
- 1991年東京都知事選挙には、福田拓泉（この時の肩書は「北方領土返還推進連盟」代表）を公認候補者として擁立して臨み、ゴルバチョフ来日反対を訴え、また北方領土の回復を主張した。
- 1992年の第16回参議院議員通常選挙でも、前々回、前回参院選に同様、確認団体として比例代表区に楠本他9名、東京都選挙区に1名[4]が立候補したものの、告示後に比例代表名簿順1位の楠本が立候補を辞退し、会長を退任・離党するという不可解な事件が起きた。後任の代表者は柴田吉一（1953-2003没）。尚、楠本については立候補したと見做され、確認団体要件を充足したものとして扱われた。
- 大日本誠流社を離党した楠本は同じ第16回参議院議員通常選挙で、元自衛官を糾合し、確認団体として選挙を行った「国際政治連合」の人士と合流した。